# Прапор НАТО
Прапор Організації Північноатлантичного договору (НАТО) складається з прямокутного полотнища синього кольору, в центрі якого зображена біла роза вітрів з білими лініями, які розходяться в чотирьох сторонах світу. Кольори прапора несуть культурні, політичні, і регіональні значення. Синє полотно символізує Атлантичний океан, а коло — єдність серед держав-членів НАТО.
Прийнятий 14 жовтня 1953 року через три з половиною роки після створення організації.

## Історія
Організація Північноатлантичного договору була створена 4 квітня 1949, коли дванадцять країн підписали Північноатлантичний договір, аби протидіяти загрозі з боку Радянського Союзу. Тільки Через два з половиною роки НАТО почало працювати над створенням символіки. Після неодноразового обговорення було вирішено, що прапор повинен містити емблему організації. Північноатлантична рада постановила, що дизайн повинен бути «простим і яскравим» та підкреслювати «мирне призначення» договору. Емблема НАТО була остаточно затверджена 14 жовтня 1953 року. Рішення було оголошено Гастінгсом Ісмеєм — першим Генеральним секретарем НАТО.
Вперше прапор було піднято 9 листопада 1953 року на церемонії відкриття Атлантичної виставки у Парижі.

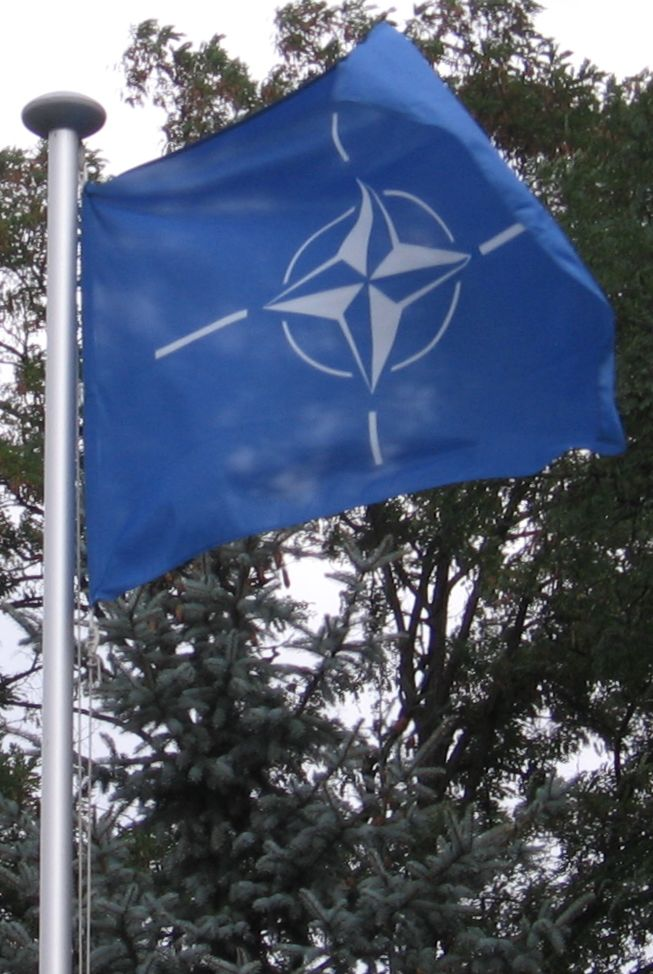
Прапор НАТО на вітрі

## Будова
Для побудови прапору використовуються нижченаведені розміри.
- Довжина: 400
- Ширина: 300
- Зірка: 150
- Діаметр кола позаду зірки: 115
- Відстань між зіркою і білою лінією: 10
- Відстань між краєм прапора і білою лінією: 30[5]